# 女武神驅動
《女武神驅動》（日语：ヴァルキリードライヴ）是Marvelous於Anime Japan 2015上宣佈以小說為基礎的大型跨媒體製作計劃，包括推出掌機遊戲《女武神驅動 -比丘尼-（VALKYRIE DRIVE -BHIKKHUNI-）》、手機遊戲《女武神驅動 -塞壬-（VALKYRIE DRIVE -SIREN-）》和電視動畫《女武神驅動 美人魚（VALKYRIE DRIVE MERMAID）》。
電視動畫《女武神驅動 美人魚（VALKYRIE DRIVE MERMAID）》在2015年10月開始播放。

## 故事簡介
全世界10至20歲的少女突然感染了一種病毒，在精神興奮時就會變成具有高殺傷力武器，同時還出現了可以加速感染者變身的使用者。少女們結成搭檔，強大的力量甚至威脅到了世界和平，於是世界各國在海洋中秘密修建了5個人工島，將感染者們隔離於此。而故事就發生在其中一個人工島上。
美人魚
某天，被移送至人工島之一美人魚的少女——處女守剛在島上醒來就突然遭襲擊。拯救了陷入險境的守，是新近被移送來的少女——敷島魅零。但敵人的追擊並未停止，魅零和守漸漸被逼入絕境。在感覺到已經走投無路的時候，魅零吻上了守的雙唇，守的身體被耀眼的光芒所包圍。將化作銳利長刀的守緊握在手中，魅零開始了反擊。

## 印象曲
「Oh No,Oh No」
填詞、作曲：Hige Driver，編曲：，主唱：原田瞳
收錄在電視動畫OP「Overdrive」的單曲之中。

## 電視動畫
《女武神驅動 美人魚》（VALKYRIE DRIVE MERMAID）2015年10月10日開始播放。

### 登場角色
敷島魅零（聲：井口裕香）
15歲，黃髮，金瞳，身高；168，巨乳，御姐，無口，天然呆，百合，擁有接近褐色肌膚以及長可垂地的金髮，身材拔群的少女。
極度的沉默寡言，感覺令人十分具有壓迫感，其實私底下性格非常純情而純真。
作為解放者的能力為S等級，由於不擅交流的關係，知曉她過往的人非常少。
處女守（聲：井澤美香子）
16歲，紅髮，金瞳，身高；140，百合，性格溫柔，說話十分有禮貌，文静乖巧的女孩。雖然身高只有小學生程度，卻擁有不相稱的上圍，本人非常在意這一點。
本身是名「脫魂者」，擁有化身成武器的能力。
櫻美鳳（聲：久保百合花）
比魅零及守更早來到島上的少女，日本與台灣的混血兒。
身體十分靈敏，平常都用大阪腔說話，是名視錢如命並且擁有橫衝直撞個性的女孩。
以錢為解放者將自己武器化，武器化後為全身鎧甲，但是會消耗金錢。
柊晶（聲：芳野由奈）
統率全部能力者的組織「VELTER（守門人）」的「GUVELNEAR（知事）」，為了給「美人魚（MERMAID）」島帶來秩序與安寧而設立了「VELTER」。
偽裝成男性的女性，其脫魂者「朱里」為人工脫魂者。
夏洛特·沙魯澤（聲：瀨戶麻沙美）
「VELTER」的二號人物。同時也是集中了少數精銳高能力者集團「ADEL（貴族階級）」的領袖。
時雨霞（聲：田澤茉純）
「VELTER」的「COMMANDULE（隊長）」。身為LIBERATOR（解放者）卻因為一些原因，沒有使用自己的ARM（武器）。
但憑藉其卓越的格鬥術有着與能力者不相上下的戰鬥力，因而有着「ZERO ARM（無武器）」的稱號。
蓮實玲音（聲：大西沙織）
不隸屬任何組織，在「美人魚（MERMAID）」島內自由生活的少女。
有著騎士風的大膽打扮，冷靜的外表下有著豐富的感情。經常和搭檔Lady·J共同行動，兩人常被周圍人稱作「Lady·Lady」。
為謀報機關「Nafrece」的原特工。
Lady J（聲：淺倉杏美）
看上去沉默寡言，卻和搭檔蓮實玲音有著非常強的心靈牽絆，雙方結下了深厚的信賴關係。
和玲音一起前去調查「美人魚（MERMAID）」島，但行動卻充滿了謎。
為謀報機關「Nafrece」的原特工。
相良百華（聲：原田瞳）
比魅零和守更晚被移送到「美人魚（MERMAID）」的神秘少女。到達島時已經覺醒為EXTER（脫魂者），能力很高。
風巳鳥乃（聲：井上喜久子）
收留島內不願進入「VELTER（守門人）」村落的管理人。
受到村裏的少女仰慕，並昵稱為「管理員姐姐」。知道柊晶是女人的事實，並協助着她。
D5（聲：下田麻美）
與E9聯絡的女子。
E9（聲：高野麻里佳）

#### 其他
未貳見尼彌（聲：高橋未奈美）
宮里葵（聲：石上靜香）
上月桃子（聲：木村珠莉）
冴島牙美（聲：櫻井浩美）
白州一羽（聲：田中真奈美）
弓堂彪子（聲：葉山郁美）
桐井雙葉（聲：三宅麻理惠）
久住（聲：鈴木繪理）
三井寺（聲：上田麗奈）
見城響（聲：諏訪彩花）
安潔（聲：金元壽子）
米蘭達（聲：大久保瑠美）
瑪莉安娜（聲：日岡夏美）
夢露（聲：松田利冴）
A（聲：小島幸子）

### 製作人員
- 原作：VALKYRIE DRIVE PROJECT
- 監督、角色設計：金子拓
- 助監督：渡部穩寛
- 系列構成：黑田洋介
- 總作畫監督：吉岡毅、一居一平、きすいだこね
- 特乳技術：野崎將也
- 動作監修：宇佐美皓一
- 臂部設計：岩永悦宜
- 道具設計：秋篠Denforword日和
- 美術監督：松本浩樹
- 美術設定：二嶋隆文、松本浩樹
- 色彩設計：上谷秀夫、長嶋真弓
- 攝影監督：後藤健男
- CG總監：秋元央
- 編集：瀨山武司
- 音響監督：明田川仁
- 音樂：堤博明
- 音樂製作：KADOKAWA
- 音樂製作人：若林豪
- 出品人：田中翔、大貫一雄、礒谷徳知、畠山拓郎
- 製片人：小澤一由
- 出品：GENCO
- 動畫製作：Arms
- 製作：VALKYRIE DRIVE PARTNER（KADOKAWA、博報堂、AT-X、Marvelous、GENCO）

### 主題曲
片頭曲「Overdrive」
作詞、作曲：Hige Driver，編曲：，主唱：原田瞳
片尾曲「超超超級奇蹟的浪漫（スーパーウルトラハイパーミラクルロマンチック）」
作詞、作曲、編曲：鳥屋茶房，主唱：敷島魅零（井口裕香）、處女守（井澤美香子）

### 各話列表
| 話數   | 日文標題 | 中文標題               | 劇本     | 分鏡     | 演出                       | 作畫監督                                                          |
| ------ | -------- | ---------------------- | -------- | -------- | -------------------------- | ----------------------------------------------------------------- |
| 第1話  |          | 我，融化飄散           | 黑田洋介 | 金子拓   | 川西泰二                   | 、內原茂 丸英男                                                   |
| 第2話  |          | 處女之路               | 黑田洋介 | 渡部穩寬 | 渡部穩寬                   | Hue Hey Jung、Kim Yoo Mi Kim Hyou Enn                             |
| 第3話  |          | 無武器                 | 黑田洋介 | 今泉賢一 | 熨斗谷充孝                 | Lee Joung Kyung、Kim Yoon Joung Park Myeong Hun                   |
| 第4話  |          | 知事                   | 黑田洋介 | 山本天志 | 西村博昭                   | 高原修司、山崎克之 阿萬和俊、服部憲知 一居一平                    |
| 第5話  |          | 巨大的女孩、弱小的心靈 | 雜破業   | 金子拓   | 川西泰二                   | 吉田篤史、船道愛子 內原茂、原山智                                 |
| 第6話  |          | 無錢就沒有生活         | 雜破業   | 高本宣弘 | 渡部穩寬                   | Hue Hey Jung、Kim Yoo Mi Chang Bum Chul、Choi Nak Jin Sin Hey Ran |
| 第7話  |          | 為了相信               | 雜破業   |          | 熨斗谷充孝                 | Lee Joung Kyung                                                   |
| 第8話  |          | 女武神·效應            | 黑田洋介 | 宮澤努   | 淺利藤彰 松本正幸          | 阿萬和俊、內原茂 船道愛子、Hue Hey Jung Shin Hey Ran、Kim Yoo Mi  |
| 第9話  |          | 接管                   | 黑田洋介 | 北村武藏 | 川西泰二                   | Kim Yoon Joung、Park Jai Ik Song Min Joo                          |
| 第10話 |          | 壓迫                   | 雜破業   | 高本宣弘 | 渡部穩寬                   | Chang Bum Chul、Kim Yoo Mi Park Hey Ran、Choi Nak Jin Sin Hey Ran |
| 第11話 |          | 士兵兵器               | 黑田洋介 | 頂真司   | 淺利藤彰 上野史博 松本正幸 | Lee Joung Kyung、Kim Yoon Joung Park Myoung Hun                   |
| 第12話 |          | 女武神·驅動            | 黑田洋介 | 山本天志 | 渡部穩寬                   | 石井由美子、船道愛子 富山大輔、阿萬和俊 高原修司、河村明夫        |

### 藍光／DVD
| 卷 | 發售日         | 收錄話         | 規格編號   | 規格編號   |
| 卷 | 發售日         | 收錄話         | 藍光       | DVD        |
| -- | -------------- | -------------- | ---------- | ---------- |
| 1  | 2015年12月18日 | 第1話－第2話   | ZMXZ-10341 | ZMBZ-10351 |
| 2  | 2016年1月27日  | 第3話－第4話   | ZMXZ-10342 | ZMBZ-10352 |
| 3  | 2016年2月24日  | 第5話－第6話   | ZMXZ-10343 | ZMBZ-10353 |
| 4  | 2016年3月23日  | 第7話－第8話   | ZMXZ-10344 | ZMBZ-10354 |
| 5  | 2016年4月27日  | 第9話－第10話  | ZMXZ-10345 | ZMBZ-10355 |
| 6  | 2016年5月25日  | 第11話－第12話 | ZMXZ-10346 | ZMBZ-10356 |

### 迷你OVA
藍光和DVD各卷收錄的映像特典短篇動畫。
| 話數 | 日文標題 | 中文標題           | 劇本     | 分鏡       | 演出 | 作畫監督 |
| ---- | -------- | ------------------ | -------- | ---------- | ---- | -------- |
| 1話  |          | 請·告·訴·我·秘密   | 黑田洋介 |            |      | 宮澤努   |
| 2話  |          | 不是兩個人就不行啦 | 雜破業   | 大藤玲一郎 |      |          |
| 3話  |          | 寂寞得睡不着覺     | 雜破業   | 大藤玲一郎 |      |          |
| 4話  |          | 鏡中的女演員       | 雜破業   | 船道愛子   |      |          |
| 5話  |          | 相信我，相信你     | 雜破業   | 石川健介   |      |          |
| 6話  |          | 孤獨的追擊者       | 雜破業   |            |      |          |

## 掌機遊戲
以《VALKYRIE DRIVE -BHIKKHUNI-》為題，以人工島「BHIKKHUNI（比丘尼）」為舞台。由Marvelous發行，2015年12月10日發售。2017年PC版在STEAM平台上架。

### 登場角色
神樂坂倫花（聲：洲崎綾）
神樂坂姐妹的姐姐。性格天真爛漫。重視家人和朋友，總是盼望能快完成島上的治療程序（治療プログラム）回到家人身邊。
神樂坂亂花（聲：伊藤加奈惠）
神樂坂姐妹的妹妹。性格好勝。非常重視姐姐亦不允許任何人觸碰到姐姐。和倫花不同認為家人把自己和姐姐賣到島上，對家人極度反感。
九頭龍桃（聲：日笠陽子）
聲音小聲且寡言的戰士少女。在上島前一直都生活在不知名的戰場上。因不明原因失去了記憶，亦時常被突如其來的頭痛困擾著。
豬名川真名（聲：原由實）
充滿慈愛，負責統率的人物。目標是成為島上最頂尖，为此可以不择手段。
滿腹丸（聲：山本彩乃）
大食量的活潑少女，幼少时即感染病毒而被 AAA 机关捕获研究。曾待過其它的島，亦待過除了吃以外沒有其它樂趣的島，為此對食物有著異常的執著。
薇歐拉（聲：小林優）
五期生的女王。與桃相同在上島前都是在戰場上不停的戰鬥著。對小春抱有強烈的執著。
月影小春（聲：種田梨沙）
五期生的首席優等生。其能力為五期生中最強。總是以島上夥伴為優先考量。
越後屋（聲：加隈亞衣）
經營商店的少女。負責支援五期生。實為遭AAA機關改造過身體的一期生。
理事長（聲：今井麻美）
比丘尼岛的管理兼營運者。時而溫柔，時而嚴厲，如同島上居民的母親、上司、姐姐、老師……等。由於公務繁忙，平時只能透過螢幕看到其身姿。實為比丘尼岛的一期生，同時也是越後屋的搭檔。盡全力在防止AAA機關對比丘尼岛出手。
玄武（声：上田有佳里）、白虎（声：罗弘美）、青龙（声：竹内麻沙美）、朱雀（声：笠原晶）
比丘尼岛的四神，负责维护岛周围的屏障以防止外人轻易闯入。实为前四期生中的顶尖人物，化作四神并分别将同期生纳入体内、中断病毒对她们的侵染进程。其中朱雀的真实身份即是理事长。

### 製作人員
- 爆乳製作人：高木謙一郎（日语：高木謙一郎）
- 人物設計：
- 劇本：松智洋、StoryWorks
- 音樂：noisycroak
- 開發：Meteorise
- 發售：Marvelous

### 主題曲
片頭曲「BLIND DRIVE」
作詞：木下龍太、高木謙一郎，作曲、編曲：林達志，歌：原田瞳
片尾曲「Drowing」
作詞：佐佐木美和，作曲、編曲：林達志，歌：神樂坂倫花（洲崎綾）、神樂坂亂花（伊藤加奈惠）

## 手機遊戲
以《VALKYRIE DRIVE -SIREN-》（非手機版下載）為題，以人工島「SIREN（海妖）」為舞台。由Marvelous發行，2015年開始發佈。於2016年7月29日結束營運。

### 登場角色
如月刹那（聲：大橋彩香）
沙粧麗（聲：田所梓）
艾潔莉亞·艾露拿（聲：高森奈津美）
來自德國的解放者。
亞莉艾兒·沃修（聲：遠藤祐里香）
來自法國的「Exstar」能力者。
御崎琴奈（聲：黑澤朋世）
桐原近衛（聲：巽悠衣子）
「Exstar」能力者，代代出身於「忍術」世家的少女。

## 漫畫
VALKYRIE DRIVE -SIREN- BREAK OUT
《Fami通Comic Clear》連載。作畫。
| 冊數 | KADOKAWA      | KADOKAWA               |
| 冊數 | 初版發售日期  | ISBN                   |
| ---- | ------------- | ---------------------- |
| 1    | 2016年5月14日 | ISBN 978-4-04-734168-5 |

女武神驅動 美人魚
《月刊Comp Ace》2015年12月號連載。作畫yuztan。
| 冊數 | KADOKAWA     | KADOKAWA               |
| 冊數 | 初版發售日期 | ISBN                   |
| ---- | ------------ | ---------------------- |
| 1    | 2016年3月8日 | ISBN 978-4-04-104083-6 |

VALKYRIE DRIVE -BHIKKHUNISM-
《Fami通Comic Clear》連載。作畫INU。
| 冊數 | KADOKAWA      | KADOKAWA               |
| 冊數 | 初版發售日期  | ISBN                   |
| ---- | ------------- | ---------------------- |
| 1    | 2016年5月14日 | ISBN 978-4-04-734167-8 |

VALKYRIE DRIVE -BHIKKHUNI-
《comico PLUS》連載。作畫。

## 外部連結
- 官方網站 （日語）
  - 電視動畫官方網站 （日語）
  - 掌機遊戲官方網站 （日語）
  - 手機遊戲官方網站 （日語）
- VALKYRIE DRIVE官方的X（前Twitter） （日語）